# Kánkán

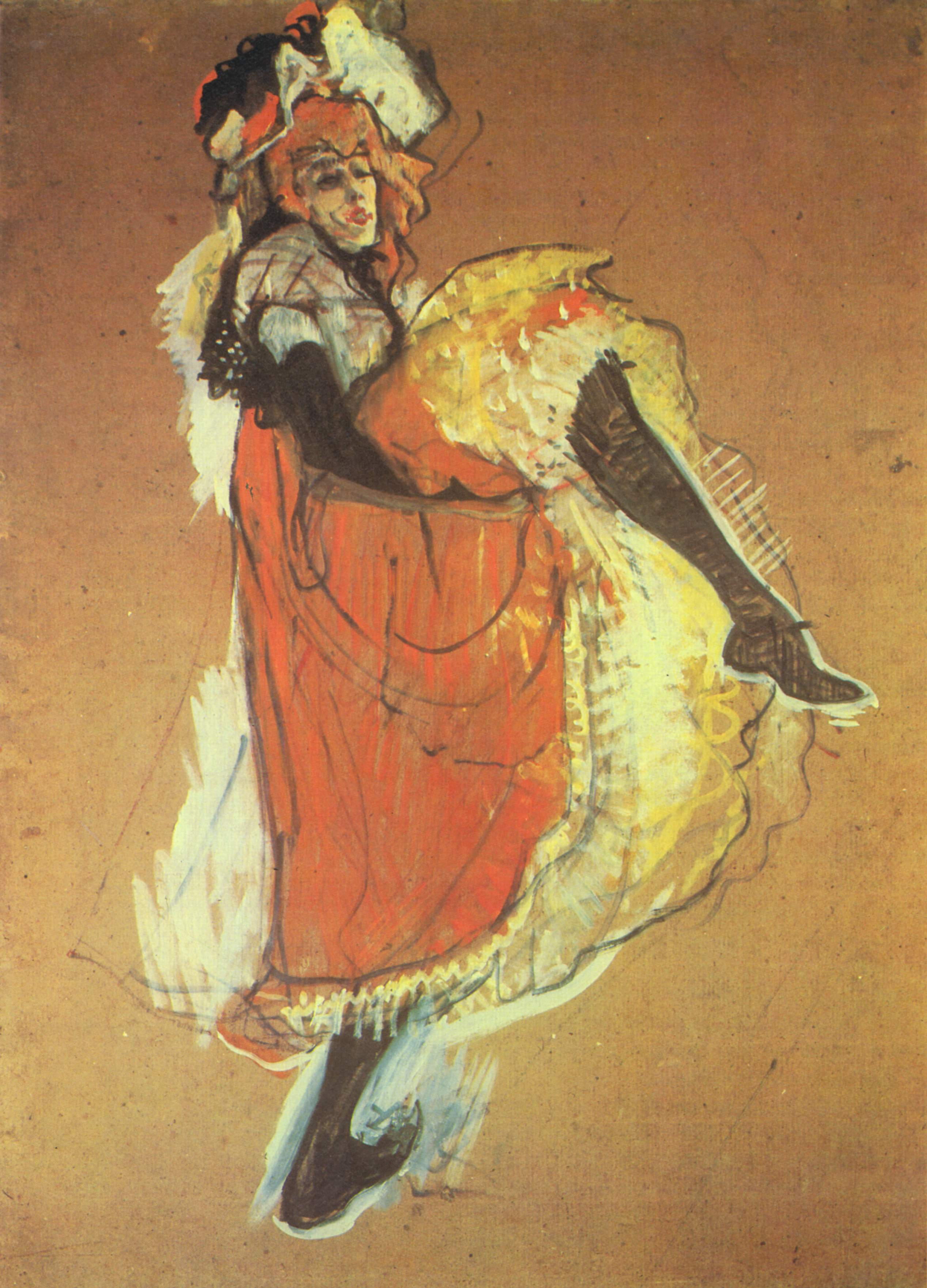
Jean Avril híres kánkán-táncosnő Toulouse-Lautrec festményén

A kánkán algériai eredetű, a 19. század dereka óta éjszakai mulatókban női tánckarok által előadott gyors, erotikus tánc. Offenbach révén az operettbe is bevonult. 

## Története
A kánkán kikötővárosok matrózkocsmáiból indult diadalútjára. Először Marseille-ben és Toulonban hódított, aztán már Párizsban is. Kánkán zengett a báltermekben és a kültelki mulatságokon, a főurak palotáiban és a kispolgár szerény szalonjában. Végül megjelent a mulatók színpadain is, ahol rikoltozva, egy bacchanália vad bakugrásaival rémisztgette és gyönyörködtette a publikumot. A tánc végén, közvetlenül a spárgázás előtt a táncosnők felkapott szoknyája láttatta, hogy van-e rajtuk alsónemű egyáltalán.
Offenbach Orfeusz az alvilágban (1858) című operettjében nyerte el végső színpadi formáját. Ettől kezdve a kánkán több volt, mint egy szilaj, fékevesztett tánc. A Második Császárság egyik jelképe. 